# Calligonum mejidum
Calligonum mejidum är en slideväxtart som beskrevs av A.H. Al-khayat. Calligonum mejidum ingår i släktet Calligonum och familjen slideväxter. Utöver nominatformen finns också underarten C. m. thirtharicum.